# Pochitocal 1ra. Sección
Pochitocal 1ra. Sección är en ort i Mexiko.   Den ligger i kommunen Tacotalpa och delstaten Tabasco, i den sydöstra delen av landet, 700 km öster om huvudstaden Mexico City. Pochitocal 1ra. Sección ligger 21 meter över havet och antalet invånare är 653.
Terrängen runt Pochitocal 1ra. Sección är platt åt nordväst, men åt sydost är den kuperad. Runt Pochitocal 1ra. Sección är det ganska tätbefolkat, med 56 invånare per kvadratkilometer. Närmaste större samhälle är Tacotalpa, 9,3 km väster om Pochitocal 1ra. Sección. Trakten runt Pochitocal 1ra. Sección består till största delen av jordbruksmark.